# Cladonota bolivari
Cladonota bolivari är en insektsart som beskrevs av Peláez. Cladonota bolivari ingår i släktet Cladonota och familjen hornstritar. Inga underarter finns listade i Catalogue of Life.